# Dion Gallapeni
Dion Gallapeni (Suhareka, 22 dicembre 2004) è un calciatore kosovaro, difensore del Widzew Łódź e della nazionale kosovara.

## Carriera

### Club
Cresciuto nel settore giovanile del Prishtina, è stato promosso in prima squadra nella stagione 2022-2023; ha debuttato il 19 aprile 2023 nell'incontro di Coppa del Kosovo vinto 6-0 contro il Vushtrria.

### Nazionale
Ha giocato con la nazionale kosovara Under-21.
Il 14 marzo 2025 ha ricevuto la prima convocazione con la nazionale maggiore kosovara, con cui ha debuttato nove giorni dopo nell'incontro di UEFA Nations League vinto in trasferta contro l'Islanda.

## Statistiche

### Presenze e reti nei club
Statistiche aggiornate al 22 marzo 2025.
| Stagione        | Squadra         | Campionato      | Campionato | Campionato | Coppe nazionali | Coppe nazionali | Coppe nazionali | Coppe continentali | Coppe continentali | Coppe continentali | Altre coppe | Altre coppe | Altre coppe | Totale | Totale | Totale |
| Stagione        | Squadra         | Comp            | Pres       | Reti       | Comp            | Pres            | Reti            | Comp               | Pres               | Reti               | Comp        | Pres        | Reti        | Pres   | Reti   |        |
| --------------- | --------------- | --------------- | ---------- | ---------- | --------------- | --------------- | --------------- | ------------------ | ------------------ | ------------------ | ----------- | ----------- | ----------- | ------ | ------ | ------ |
| 2022-2023       | Prishtina       | SL              | 2          | 0          | CK              | 1               | 0               | -                  | -                  | -                  | -           | -           | -           | 3      | 0      |        |
| 2023-2024       | Prishtina       | SL              | 16         | 0          | CK              | 4               | 0               | -                  | -                  | -                  | SK          | 1           | 0           | 21     | 0      |        |
| 2024-2025       | Prishtina       | SL              | 20         | 1          | CK              | 2               | 1               | -                  | -                  | -                  | -           | -           | -           | 22     | 2      |        |
| Totale carriera | Totale carriera | Totale carriera | 38         | 1          |                 | 7               | 1               |                    | -                  | -                  |             | 1           | 0           | 46     | 2      |        |

### Cronologia presenze e reti in nazionale
| Cronologia completa delle presenze e delle reti in nazionale ― Kosovo | Cronologia completa delle presenze e delle reti in nazionale ― Kosovo | Cronologia completa delle presenze e delle reti in nazionale ― Kosovo | Cronologia completa delle presenze e delle reti in nazionale ― Kosovo | Cronologia completa delle presenze e delle reti in nazionale ― Kosovo | Cronologia completa delle presenze e delle reti in nazionale ― Kosovo | Cronologia completa delle presenze e delle reti in nazionale ― Kosovo | Cronologia completa delle presenze e delle reti in nazionale ― Kosovo |
| Data                                                                  | Città                                                                 | In casa                                                               | Risultato                                                             | Ospiti                                                                | Competizione                                                          | Reti                                                                  | Note                                                                  |
| --------------------------------------------------------------------- | --------------------------------------------------------------------- | --------------------------------------------------------------------- | --------------------------------------------------------------------- | --------------------------------------------------------------------- | --------------------------------------------------------------------- | --------------------------------------------------------------------- | --------------------------------------------------------------------- |
| 23-3-2025                                                             | Murcia                                                                | Islanda                                                               | 1 – 3                                                                 | Kosovo                                                                | UEFA Nations League 2024-2025 - play-off                              | -                                                                     | 87’                                                                   |
| 6-6-2025                                                              | Pristina                                                              | Kosovo                                                                | 5 – 2                                                                 | Armenia                                                               | Amichevole                                                            | -                                                                     | 82’                                                                   |
| Totale                                                                |                                                                       | Presenze                                                              | 2                                                                     |                                                                       | Reti                                                                  | 0                                                                     |                                                                       |

## Palmarès

### Club

#### Competizioni nazionali
- Coppa del Kosovo: 2

Prishtina: 2022-2023, 2024-2025
- Supercoppa del Kosovo: 1

Prishtina: 2023